# 锥肢蒙镖水蚤
锥肢蒙镖水蚤（学名：Mongolodiaptomus birulai）为镖水蚤科蒙镖水蚤属的动物，是中国的特有物种。分布于台湾岛以及中国大陆的广东、广西、福建、湖南、浙江、江苏、河北、黑龙江等地，常栖息于湖泊的敞水带及近岸，亦生活于池塘内和河口咸淡水中。